# 风铎 (鸡尾酒)
風鐸（義大利語：Ve.n.to）是一款IBA官方鸡尾酒 ，由渣釀白蘭地、蜂蜜糖浆、新鲜柠檬汁和洋甘菊香甜酒（Chamomile cordial）調製而成。

Vento 即義大利語的「風」一詞。作者薩穆埃萊·安布羅西（Samuele Ambrosi）如此形容其背後的寓意：
摸不著，卻能集結四海。
酒名中的兩個點是為了強調渣釀白蘭地的產地，使世界上最知名的兩產區得以僅用一詞結合：「Ve.n.to」中的 Ve 代表威尼托， To 則代表特倫提諾，兩地皆位於義大利東北部。

## 另見
- 鸡尾酒列表